# 영도중학교 (부산)
영도중학교(影島中學校)는 부산광역시 영도구 동삼동에 있었던 공립 중학교이다.

## 학교 연혁
- 1993년 2월 26일: 영도중학교 설립인가(27학급)
- 1994년 3월 1일: 초대 남영우 교장 취임
- 2014년 3월 1일: 제9대 김용성 교장 취임
- 2015년 2월 12일: 제19회 졸업식(4학급, 총 135명, 누계 4,769명)
- 2015년 3월 2일: 제22회 입학식(4학급, 총 103명)
- 2019년 3월 1일: 동삼중학교와 함께 영도제일중학교로 통합 출범, 25년만에 폐교

## 참고 자료
- 영도중학교 - 한국교육학술정보원 학교알리미